# Sulpicia de bello Macedonico
Lex Sulpicia de bello Macedonico va ser la llei romana que va declarar la guerra al Regne de Macedònia governat per Filip V. La va proposar Publi Sulpici Servi Galba Màxim, que va ser cònsol l'any 200 aC amb Gai Aureli Cotta.